# جون بينغ
جون بينغ (بالنرويجية البوكمول: Jon Bing)‏ هو كاتب خيال علمي ومترجم وكاتب للأطفال وكاتب وبروفيسور وكاتب سيناريو نرويجي، ولد في 30 أبريل 1944 في تونسبرغ في النرويج، وتوفي في 14 يناير 2014 في أوسلو في النرويج بسبب سكتة.

## وصلات خارجية
- جون بينغ على موقع IMDb (الإنجليزية)